# Tampere United
Tampere United é um clube de futebol da cidade de Tampere, na Finlândia. Fundado em 1998, é um dos clubes mais tradicionais do país. Foi três vezes campeão da liga finlandesa (2001, 2006, 2007) e conquistou a Taça da Finlândia em 2007. Disputa as suas partidas no Tammelan Stadion, com capacidade para 5.000 espectadores.
O seu maior feito a nível europeu foi ter alcançado a terceira eliminatória da Liga dos Campeões da UEFA de 2007–08, quando venceu o Murata e o (então campeão búlgaro) Levski Sófia. No entanto, não resistiu à força dos noruegueses do Rosenborg, que venceram por 5 a 0 no placar agregado.
Atualmente disputa a Kaikkonen, a terceira divisão finlandesa.

## Títulos
- Campeonato Finlandês de Futebol: 
  - 2001, 2006, 2007

- Taça da Finlândia: 
  - 2007

- Taça da Liga: 
  - 2009